# Luddvicker
Luddvicker (Vicia villosa) är en växtart i familjen ärtväxter. 
Bladen och stjälken är håriga. 
Möjligen finns en förväxlingsrisk med kråkvicker. En av skillnaderna är att hos luddvicker är den uppvikda delen av kronbladet (seglet) klart kortare än den del som inte är uppvikt (skaftet). På kråkvicker är segel och skaft ungefär lika långa. 
Kronbladen är lila till purpurfärgade, ofta är vingarna gräddvit-gula.